# 氯化镭
氯化镭，化学式RaCl2，是第一种被制出的镭化合物，由玛丽·居里制得。金属镭最初由汞电极电解氯化镭溶液制得。

## 制备
氯化镭在溶液中结晶生成二水合物(RaCl2·2H2O)。在空气中100°C加热一小时，然后再在氩气氛、520°C中加热5.5小时可使氯化镭水合物脱水。若存在其它阴离子，在氯化氢气体中熔融可使氯化镭脱水。

## 性质
氯化镭为带有蓝绿色荧光的白色固体，加热时荧光尤其明显。氯化镭在水中的溶解度比其它碱土金属氯化物都小。利用这个性质，可以用分级结晶的方法来分离氯化钡和氯化镭。氯化镭只能少量溶于共沸的盐酸，而几乎不溶于浓盐酸。
气态氯化镭以RaCl2分子形式存在，此性质与其他碱土金属卤化物相同。气态氯化镭吸收676.3 nm 和 649.8 nm（红色）的可见光谱。Ra－Cl 键的解离能为2.9 eV，键长为 292 pm。

## 用途
氯化镭为从沥青铀矿中提炼镭的中间产物，用於分離鐳和鋇的第一階段。
用于癌症放疗中产生氡气。